# Olganitz

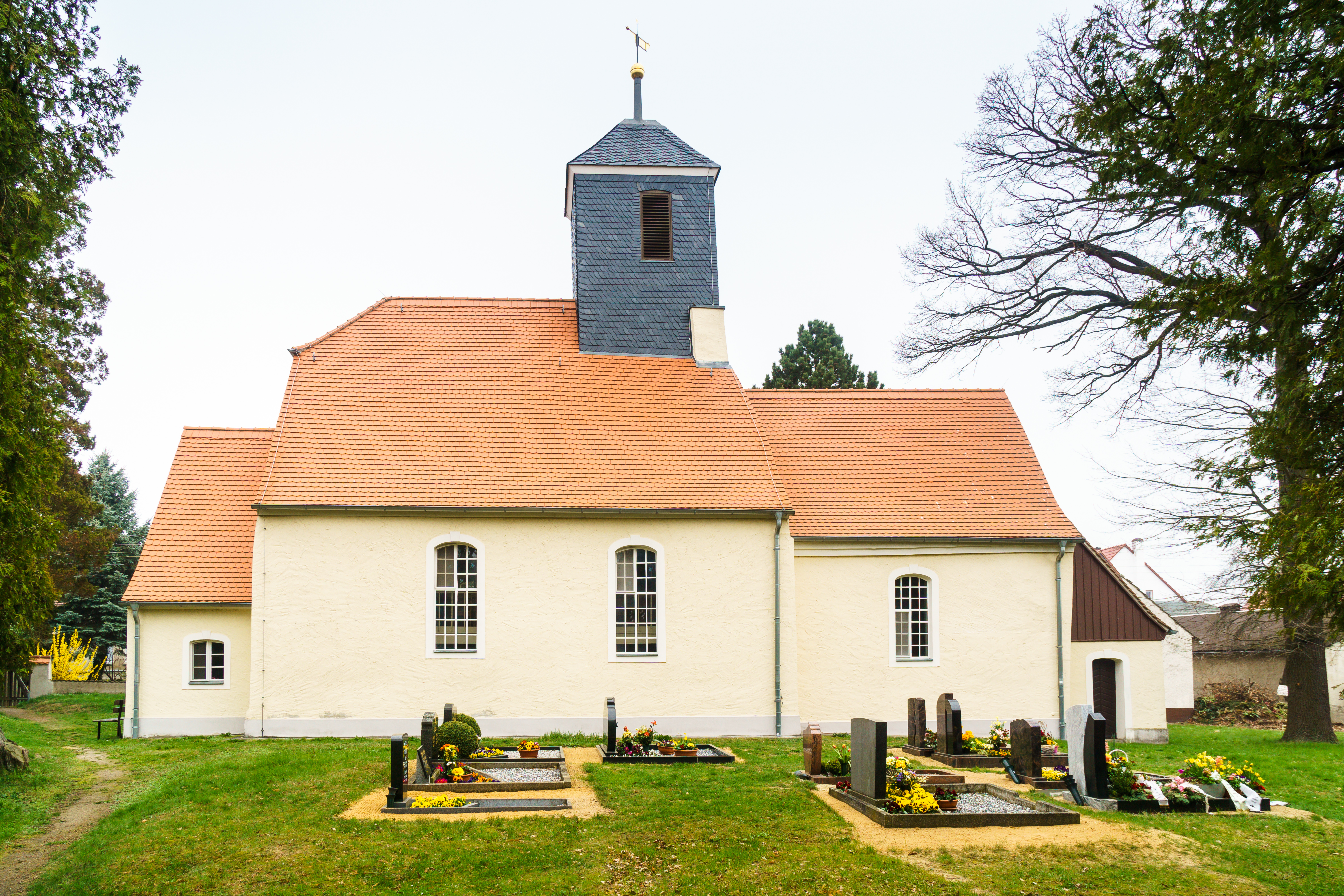
Saalkirche Olganitz (2019)

Olganitz ist ein Ortsteil der Gemeinde Cavertitz im Landkreis Nordsachsen in Sachsen.

## Geografie und Verkehrsanbindung
Der Ort liegt nordwestlich des Kernortes Cavertitz an der S 30 und an der Kreisstraße K 8922. Unweit westlich erhebt sich der 159,6 Meter hohe Hutberg und nordwestlich der 178,8 Meter hohe Scharfenberg.

## Kulturdenkmale
In der Liste der Kulturdenkmale in Cavertitz sind für Olganitz drei Kulturdenkmale aufgeführt, darunter 
- die um 1200 errichtete Dorfkirche, ein schlichter Saalbau romanischen Ursprungs. Im Jahr 1781 wurde sie umgebaut, ein Anbau erfolgte 1803. Heute präsentiert sie sich als ein verputzter Bruchsteinbau mit eingezogenem und gerade geschlossenem Chor, einem Sakristeianbau und einem kräftigen Dachreiter. Zur Kirche gehört der Kirchhof und die Einfriedungsmauer aus Bruchsteinmauerwerk, geputzt, mit schlichten Torpfosten.

## Kultur
Auf dem Gelände des Schullandheim fand von 1998 bis 2019 das Festival Nachtdigital statt, welches 2022 unter dem Namen „Escape to Olganitz“ und geänderten Konzept erneut gastierte und seit 2023 als „Nachti“ fortgeführt wird. Von 2021 bis 2023 wurde auf dem gleichen Gelände das D’n’B-Festival „Subardo“ durchgeführt, dessen gleichnamige Veranstaltungscrew aus Leipzig seit 2018 ebenso eine der Bühnen des Fusion Festival organisiert.